# (9168) Sarov
(9168) Sarov (1987 ST17) – planetoida z pasa głównego asteroid okrążająca Słońce w ciągu 3,79 lat w średniej odległości 2,43 j.a. Odkryta 18 września 1987 roku.